# 洛里尼揚諾龍屬
洛里尼揚諾龍屬（學名：Lourinhanosaurus）是獸腳亞目恐龍的一屬，是種生存於侏羅紀晚期的肉食性恐龍。化石是在1982年發現於葡萄牙的洛里尼揚附近，並在1998年由葡萄牙古生物學家奧克塔維奧·馬特烏斯（Octávio Mateus）所敘述、命名。
模式種是安氏洛里尼揚諾龍（L. antunesi），也是目前的唯一種。屬名是以化石發現地層的洛里尼揚組（Lourinhã Formation）為名，種名是為紀念葡萄牙古生物學家米格爾·特萊斯·安圖內斯（Miguel Telles Antunes）。

## 化石

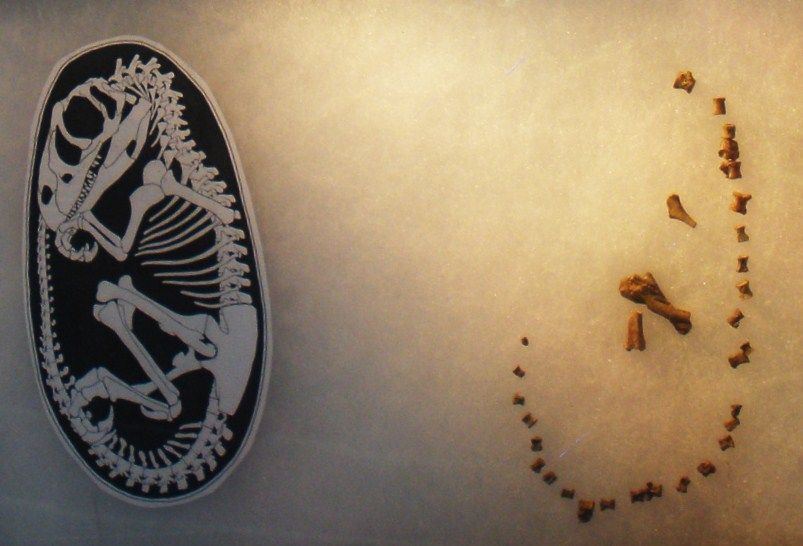
洛里尼揚諾龍的胚胎化石

洛里尼揚諾龍的最完整的標本只是一個部份骨骼。正模標本（編號ML 370）包含了6節頸椎與相連的6根肋骨、5節腰椎與相連的肋骨、14節尾椎、8根人字形骨、左右股骨、右脛骨及腓骨、1根蹠骨、2根腸骨，及兩邊的恥骨與坐骨，以及32顆胃石。
一個發現於Porto das Barcas的股骨（編號ML 555）標本，也來自於洛里尼揚組，被認為是屬於洛里尼揚諾龍。
除了以上的標本外，在1993年於派莫古（Paimogo）的海灘發現約100顆的蛋（編號ML 565），有些仍保存了胚胎，後來也被歸類是屬於洛里尼揚諾龍。
這些骨骼及蛋目前都存放在洛里尼揚博物館。

## 分類
洛里尼揚諾龍的分類關係仍不確定，而且沒有確定的共識。最初，洛里尼揚諾龍被認為是異特龍超科的原始物種，後來則被認為是中華盜龍科的近親。一些學者則傾向洛里尼揚諾龍並非屬於異特龍超科，而是屬於原始堅尾龍類的斑龍超科。在2006年，奧克塔維奧·馬特烏斯等人提出洛里尼揚諾龍是美扭椎龍科的物種。在2010年，雜肋龍、洛里尼揚諾龍都被歸類於中華盜龍科。在2012年的最新研究，則被改歸類於虛骨龍類。

## 古生物學
洛里尼揚諾龍是一屬大型肉食性恐龍。目前發現的標本是個亞成年體，身長約有4.5米長，體重約160公斤。牠需要10年才能完全成長，而成年個體可以長達8米。
在巴伊莫格發現的巢穴，同時發現了鱷魚的蛋與胚胎。有可能是這類鱷魚是巢寄生在洛里尼揚諾龍的巢穴，就像是現今的杜鵑科一樣。
洛里尼揚諾龍是第一類發現有胃石的獸腳亞目恐龍。這些胃石是屬於洛里尼揚諾龍，而非牠吃了草食性恐龍一併吞下的。
在1998年，發現了可能屬於洛里尼揚諾龍的恐龍蛋與胚胎，包含超過100顆恐龍蛋，某些內含胚胎化石。

## 外部連結
- Lourinhanosaurus （页面存档备份，存于）
- 洛里尼揚諾龍的化石研究
- 恐龍博物館──洛里尼揚諾龍